# 원익
원익(Wonik Co., Ltd.)은 원익 기업 집단의 모기업이자
헬스케어, 코스메틱, 부품소재 부문 유통업을 하는대한민국의 기업이다. 본사는 경기도 성남시 분당구 판교로255번길 20 (삼평동, 원익빌딩) 에 위치해 있다. 대표이사는 안태혁이다.
전자부품, 조명기기 및 의료 장비 수입, 수입 판매한다

## 역사
1983년 10월 31일 설립되었고, 1997년 7월 18일에 상장되었다. 1998년 7월에 원익통상을 흡수합병하여 상호를 원익석영주식회사에서 주식회사 원익으로 변경하였다.

## 지배구조
원익그룹 창업주 이용한 회장이 자녀에게 경영권을 물려주기 위해 그룹 지배구조 상단에 있는 원익의 최대주주가 이 회장에서 가족회사인 호라이즌(지분 총 46.33%)로 바뀌었다

## 같이 보기
- 원익홀딩스
- 원익큐브
- 원익QnC
- 원익머트리얼즈
- 원익피앤이
- 원익IPS
- 중동고등학교
- 중동중학교

## 참고 문헌
1. ↑  한국IR협의회 기술분석보고서-원익, 2020.11.19
2. ↑  한국IR협의회 기술분석보고서-원익, 2019. 2. 28[깨진 링크(과거 내용 찾기)]
3. ↑  한국IR협의회 기술분석보고서-원익, 2022.05.12[깨진 링크(과거 내용 찾기)]
4. ↑  권오은, 2세 승계 시동… 원익, 최대 주주 가족회사로 바뀌며 상한가, 조선비즈, 2024.08.21